# Klassewerk
Klassewerk was een kinderprogramma van de KRO met in totaal 143 afleveringen, dat een aantal keer per maand op een zaterdagmiddag van 31 oktober 1970 tot 27 november 1989 werd uitgezonden en werd geregisseerd door Nico Hiltrop. De eerste presentator was Bram van Erkel en daarna ook Eveline van Velsen. De laatste 11 jaar nam Hans van Willigenburg de presentatie op zich. Klassewerk werd maandelijks uitgezonden op de woensdagmiddag. In het programma namen drie (in de laatste seizoenen twee) scholen het tegen elkaar op op verschillende terreinen.

## Vaste onderdelen van het programma
- Kunst en Vliegwerk (actieve "puzzel"-opdracht)
- Muziekwerk (Het bespelen van een muziekinstrument door één (of meerdere) leerling(en) samen met pianist Tonny Eyk, in de laatste seizoenen werd een gedeelte van Popwerk - het stellen van een muziekvraag - overgeheveld naar dit onderdeel, daarna werd Popwerk geïntegreerd in de rubriek Muziekwerk)
- Gekkenwerk (Knutselopdracht)
- Meesterwerk (Kennisquiz in 3 ronden waarbij in de eerste twee ronden drie (in de latere seizoenen twee) leerlingen het tegen elkaar opnemen en in de derde de leraren, de "meesters")
- Werk in uitvoering (Toneelstukje aan de hand van een thema, waarna dit beoordeeld werd door een deskundige op het gebied van toneel en/of decorbouw)
- Popwerk (optreden van een bekende artiest, waarbij ook vragen over de desbetreffende artiest werden gesteld - een gedeelte van deze rubriek kwam in de laatste seizoenen in het onderdeel Muziekwerk terecht, waarna vervolgens het onderdeel Popwerk verviel)
- Computerwerk (laatste jaren, opdracht op een computer)

Tijdens Meesterwerk werd ook altijd een vraag gesteld over een dier uit Ouwehands Dierenpark dat mee naar de studio werd genomen door bioloog Frans Engelsma.
Voor alle onderdelen konden punten behaald worden; de school met de meeste punten won de aflevering. Aan het eind van het seizoen was er ook een seizoensoverwinnaar, de school met de meeste punten van het seizoen. Zij gingen met de presentator op reis naar een verre, Europese bestemming zoals Griekenland. Een verslag van deze reis werd uitgezonden onder de titel Klassewerk Internationaal.

## Presentatoren
- Bram van Erkel (1970-1978)
- Eveline van Velsen-Branbergen (1970-1973)
- Antoinette van Brink (1973-1974)
- Hans van Willigenburg (1978-1989)

## Regie
- Nan de Vries
- Jop Pannekoek
- Fred Rombouts
- Nico Hiltrop
- Paul Pouwels
- Enno van Tulder
- Tineke Roeffen
- John van de Rest

## Productie
- René Sleven
- Piet van Hest
- Anneke Luberts

## Muziek
- Tonny Eyk
- Casey and The Pressure Group

## Muziekwerk
- Cees Schrama (1970-1974)
- Tonny Eyk (1976-1989)

## Werk in uitvoering
- Marlous Fluitsma (1978-1980)
- Marlies van Alcmaer (1980-1981)
- Marjan Berk (1981-1983)
- Anne-Wil Blankers (1983-1984)